# Liste der Bodendenkmale in Hohenleipisch
In der Liste der Bodendenkmale in Hohenleipisch sind alle Bodendenkmale der brandenburgischen Gemeinde Hohenleipisch aufgelistet. Grundlage ist die Veröffentlichung der Landesdenkmalliste mit dem Stand vom 31. Dezember 2021. Die Baudenkmale sind in der Liste der Baudenkmale in Hohenleipisch aufgeführt.
|    | Gemarkung                  | Flur | Kurzansprache | Bodendenkmalnummer | Bemerkung | Bild |
| -- | -------------------------- | ---- | --- | ------------------ | --------- | ---- |
| 1  | Hohenleipisch (Lage)       | 5    | Rast- und Werkplatz Mesolithikum | 20083              |           |      |
| 2  | Hohenleipisch (Lage)       | 8    | Pechhütte Mittelalter, Kohlenmeiler Neuzeit, Kohlenmeiler Mittelalter, Pechhütte Neuzeit | 20084              |           |      |
| 3  | Hohenleipisch (Lage)       | 1, 2 | Friedhof deutsches Mittelalter, Dorfkern Neuzeit, Friedhof Neuzeit, Kirche deutsches Mittelalter, Siedlung Eisenzeit, Siedlung römische Kaiserzeit, Kirche Neuzeit, Dorfkern deutsches Mittelalter | 20085              |           |      |
| 4  | Hohenleipisch (Lage)       | 3    | Siedlung Steinzeit, Siedlung Bronzezeit, Siedlung Eisenzeit | 20138              |           |      |
| 5  | Hohenleipisch (Lage)       | 9    | Pechhütte deutsches Mittelalter, Pechhütte Neuzeit | 20139              |           |      |
| 6  | Dreska (Lage)              | 2    | Siedlung römische Kaiserzeit | 20086              |           |      |
| 7  | Dreska (Lage)              | 2    | Siedlung Bronzezeit, Siedlung slawisches Mittelalter, Siedlung römische Kaiserzeit | 20087              |           |      |
| 8  | Dreska (Lage)              | 2    | Siedlung Bronzezeit, Siedlung Eisenzeit | 20088              |           |      |
| 9  | Dreska (Lage)              | 1    | Siedlung Bronzezeit | 20089              |           |      |
| 10 | Dreska (Lage)              | 2    | Dorfkern Neuzeit, Friedhof deutsches Mittelalter, Kirche Neuzeit, Kirche deutsches Mittelalter, Friedhof Neuzeit, Dorfkern deutsches Mittelalter                                                   | 20090              |           |      |
| 11 | Dreska, Elsterwerda (Lage) | 2    | Siedlung Bronzezeit | 20091              |           |      |
| 12 | Dreska (Lage)              | 3    | Siedlung Bronzezeit | 20092              |           |      |
| 13 | Dreska (Lage)              | 1    | Siedlung Bronzezeit | 20108              |           |      |